# Notoxus scotti
Notoxus scotti es una especie de coleóptero de la familia Anthicidae.

## Distribución geográfica
Habita en Kenia.